# Franz Baum (Politiker)
Franz Baum (* 6. Mai 1927 in Laupheim; † 4. September 2016 in Rot an der Rot) war ein baden-württembergischer Politiker der CDU und Mitglied des Landtags von Baden-Württemberg.

## Ausbildung und Beruf
Franz Baum absolvierte nach dem Besuch der Volksschule eine Landwirtschaftslehre. Von 1960 an war er Leiter der Jugendbildungsstätte St. Norbert in Rot an der Rot.

## Politische Tätigkeit
Franz Baum war vom 17. Mai 1972, dem Beginn der 6. Wahlperiode, bis 1988 Mitglied des Landtags von Baden-Württemberg. 1972 erhielt er das Direktmandat im damaligen Wahlkreis Biberach. 1976, 1980 und 1984 wurde er jeweils über das Zweitmandat des nach der Kreisreform in Baden-Württemberg 1973 neu zugeschnittenen Wahlkreises Biberach gewählt. Die CDU erhielt so viele Stimmen, dass ihr sowohl das Direktmandat als auch das Zweitmandat in diesem Wahlkreis zufiel. Inhaber des Direktmandats war Landrat Wilfried Steuer, der 1972 noch über das Direktmandat des damaligen Landtagswahlkreises Saulgau eingezogen war.

## Ehrungen und Auszeichnungen
- 1978: Verdienstkreuz am Bande der Bundesrepublik Deutschland[2]
- 1985: Verdienstkreuz 1. Klasse der Bundesrepublik Deutschland
- 1991: Verdienstmedaille des Landes Baden-Württemberg.

## Familie und Privates
Franz Baum war römisch-katholisch. Er war verheiratet und Vater von vier Kindern.